# Келмис
Келмис (на немски: Kelmis; на френски: La Calamine) е селище в Югоизточна Белгия, окръг Вервие на провинция Лиеж. Населението му е около 10 400 души (2006).